# Nesolestes drocera
Nesolestes drocera là loài chuồn chuồn trong họ Argiolestidae. Loài này được Fraser mô tả khoa học đầu tiên năm 1951.